# Luchas de Apuestas
Luchas de Apuestas (в переводе с исп. — «Матчи со ставками») — тип матча в рестлинге, в котором на кону стоит маска рестлера или его волосы.
Поскольку в луча либре маскам придается большое значение, потеря маски соперником рассматривается как высшее оскорбление и иногда может серьезно повредить карьере рестлера, который лишился маски. Ставки маски в матче против ненавистного соперника — это традиция в луча либре, средство разрешения острой вражды между двумя или более рестлерами. В этих боях, называемых Luchas de Apuestas, рестлеры ставят на кон либо свою маску, либо свои волосы.
В Luchas de Apuestas рестлеры делают публичные ставки на исход матча. Наиболее распространенными формами являются маска против маски, волосы против волос или маска против волос. Рестлер, потерявший маску, должен снять ее после матча. Борца, проигравшего волосы, бреют сразу после матча. Если истинная личность человека, потерявшего маску, ранее была неизвестна, то обычно после снятия маски он сообщает свое настоящее имя, родной город и годы своей карьеры.
Первый бой Luchas de Apuestas был представлен 14 июля 1940 года на «Арена Мехино». Защищающийся чемпион Мурсьелаго (Веласкес) был настолько легче своего соперника (Октавио Гаона), что потребовал дополнительного условия, прежде чем подписать контракт: Октавио Гаона должен был поставить на кон свои волосы. Октавио Гаона выиграл матч, а Мурсьелаго снял маску, положив начало традиции.
Подобные правила ныне используются не только в луча либре, но в рестлинге других стран.

## Варианты
- Маска против маски: два лучадора в масках ставят на кон свои маски, проигравший снимает маску с победителя.
- Маска против волос: борцы в масках и без масок соревнуются, иногда после того, как рестлер потерял свою маску в предыдущей схватке. Если побеждает лучадор в маске, то тот, который не носит маску, в знак унижения бреет голову. Если побеждает лучадор без маски, то он сохраняет свои волосы, а проигравшему снимают маску. Пример такого варианта произошел в WWE на Over the Limit (2010), в матче Рея Мистерио против Си Эм Панка, где Мистерио выиграл матч, а Панку побрили голову.
- Волосы против волос: проигравшему в матче бреют голову налысо. Это может происходить как между борцами без масок, так и между борцами в масках, которые должны снять маску настолько, чтобы быть обритыми после матча. Пример такого случая произошел в WWF, когда Родди Пайпер победил Эдриана Адониса на «Рестлмании III».
- Маска или волосы против титула: если претендент на титул проигрывает, ему снимают маску или бреют. Если же проигрывает чемпион, то претендент становится новым чемпионом. Пример такого случая произошел в WWE, когда Рей Мистерио, лучадор в маске, победил интерконтинентального чемпиона Криса Джерико на шоу The Bash (2009). Иной результат произошел на Raw в 2003 году, где Кейн не смог победить Triple H в борьбе за титул чемпиона мира в тяжелом весе и снял маску.
- Маска или волосы против карьеры: если лучадор в маске или с волосами проигрывает, его противник выигрывает маску или волосы. Если же он побеждает, то его соперник должен закончить карьеру.
- Карьера против карьеры: проигравший должен закончить карьеру. Пример такого случая произошел в WWF, когда Последний воин победил Рэнди Сэвиджа на «Рестлмании VII».
- Имя на кону: редкий случай, когда два лучадора с одинаковыми или похожими именами сражаются между собой за право использовать имя или личность. В основном это происходит, когда первоначальный лучадор покидает рестлинг-компанию, но компания сохраняет имя и персонаж (часто несмотря на несогласие лучадора), и компания отдает этот образ другому лучадору. Если через некоторое время первоначальный владелец возвращается в компанию, нередко он или она заявляет, что является законным владельцем этого персонажа, и берет себе похожее имя, если условия позволяют, это может быть решено в Lucha de Apuesta, где победитель считается законным владельцем персонажа. Иногда, но не обязательно, это также может привести к потере маски для проигравшего. Самым известным примером являются два поединка (причем первый матч был спорным и поэтому аннулированным) в 2010 году Адольфо Тапиа (он же Л.А. Парк) против Хесуса Альфонсо Уэрты (он же Ла Парка, Ла Парка II), в которых Тапиа (оригинальный Ла Парка) не смог вернуть себе имя, а Уэрта сохранил его до своей смерти в 2020 году. Другой пример — Мистер Нибла из Consejo Mundial de Lucha Libre (Эфрен Тибурсио Маркес), который выиграл матч за имя и маску у Мистера Ниблы из IWRG (Мигель Анхель Гусман Веласкес).